# Bufani
Bufani (ili Bufeni, Bufenii) su vlaška etnička skupina u području Majdanpeka, čije je porijeklo iz područja Oltenije, zapadni dio Vlaške nizine, odakle su postupno još od turskog doba prelazili u Banat, a od polovice 19. stoljeća i na područje Majdanpeka. 
Tradicionalno su poznati po tome što se bave rudarskim poslovima kao i proizvodnjom drvenog ugljena, pa im otuda i nazivi Oknari i Karbonari. Od susjeda Carana (Ţarani) razlikuju se po govoru, nošnji i običajima, a njihovo ime preuzeli su i ostali stanovnici općine Majdanpek. 

## Vanjske poveznice
- Bufenii din Banatul Montan  Arhivirana inačica izvorne stranice od 8. siječnja 2010. (Wayback Machine)